# Natalia Janoszek
Natalia Magdalena Janoszek (ur. 15 czerwca 1990 w Bielsku-Białej) – polska celebrytka i aktorka niezawodowa.

## Życiorys
Jest absolwentką I Liceum Ogólnokształcącego im. Mikołaja Kopernika w Bielsku-Białej.
W wyborach samorządowych w 2014 kandydowała do Rady Miejskiej w Bielsku-Białej z ostatniego miejsca na okręgowej liście komitetu wyborczego Platforma Obywatelska RP. Zdobyła wówczas 102 głosy i nie uzyskała mandatu.
W 2016 nakładem Grupy Wydawniczej Helion na rynku pojawiła się jej książka „Za kulisami Bollywood”, w której opisała swoje doświadczenie, jakie zdobyła jako aktorka niezawodowa w Indiach. W 2018 otrzymała nagrodę dla najlepszej aktorki międzynarodowej na nowo utworzonym festiwalu filmowym JIFFA, a w 2019 została wyróżniona na tymże festiwalu nagrodą dla „międzynarodowej utalentowanej aktorki” (International Multitalented Actress Award). W tym samym roku wystąpiła w indyjskim dramacie Chicken Curry Law.
31 grudnia 2018 zadebiutowała jako piosenkarka podczas koncertu sylwestrowego TVP w Zakopanem. W 2019 znalazła się na okładce kwietniowego numeru polskiego wydania „Cosmopolitan”. W 2021 została laureatką konkursu Osobowości i sukcesy roku 2021 w kategorii sukces roku. Jesienią 2022 występowała w parze z Rafałem Maserakiem w 13. edycji programu rozrywkowego Polsatu Dancing with the Stars. Taniec z gwiazdami, wiosną 2023 zajęła czwarte miejsce w finale 18. edycji programu rozrywkowego Polsatu Twoja twarz brzmi znajomo, a jesienią tego samego roku uczestniczyła w reality show Królowa przetrwania w TVN 7.

## Kontrowersje
W maju 2023 dziennikarz sportowy i youtuber Krzysztof Stanowski zaprezentował na Kanale Sportowym na platformie internetowej YouTube krytyczny materiał o dotychczasowej karierze Janoszek. Aktorka – zdaniem redaktora – stała się rozpoznawalna w polskim show-biznesie głównie przez niekompetencję reporterów kreujących ją na gwiazdę, którzy opierali się tylko na jej własnych stwierdzeniach; zasugerował nieprawdziwość i zmyślenie jej dokonań w Indiach; stwierdził, że miała dla własnych korzyści wyolbrzymiać swoje osiągnięcia, które rozpowszechniły popularne media telewizyjne i internetowe. Janoszek w czerwcu 2023 zapowiedziała, że skieruje do sądu pozew o ochronę dóbr osobistych przeciwko Stanowskiemu. Dziennikarz oznajmił, że powtórzy swoje zarzuty przed sądem. 13 czerwca 2023 Sąd Okręgowy w Warszawie w ramach zabezpieczenia powództwa zakazał Kanałowi Sportowemu i Stanowskiemu publikacji treści z tezami, że Janoszek zmyśliła swoją karierę i oszukuje odbiorców. Stanowski mimo to 28 lipca opublikował na Kanale Sportowym niemal trzygodzinny reportaż o Janoszek, w którym podtrzymał swoje zarzuty wobec niej, przedstawiając zgromadzone podczas dziennikarskiego śledztwa materiały. W obronie Janoszek stanęli Ewa Minge, Edward Miszczak, Dawid Woliński i Maja Staśko. W listopadzie 2024 Sąd Apelacyjny w Warszawie orzekł, że zabezpieczenie zakazujące publikowania materiałów na temat Janoszek zostało wydane bezpodstawnie, co Stanowski nazwał pyrrusowym zwycięstwem, gdyż za naruszenie tego bezpodstawnego zakazu zapłacił ok. 20 000 zł.

## Filmografia
- 2013: Dreamz jako Aafreen[23]
- 2014: Flame: An Untold Love Story jako Elena[24]
- 2016: The Green Fairy (film dokumentalny) jako Henriette Henriod[25]
- 2019: Chicken Curry Law jako Maya Johnson[8]
- 2020: 365 dni jako Karolina[26]
- 2023: Przed zmierzchem[27]
- 2025: Love Guru